# タイム決勝
タイム決勝（タイムけっしょう）とは、陸上競技・競泳競技などのスポーツにおける競技方法の一種である。

## 概要
タイムの比較によって順位を決める競技において採用される。基本的に全国大会や国際大会で使用されることは少なく、地方大会・県大会などの小規模な大会で行われる。
タイムレース、T決勝と表記されることもある。
一部の種目のみをタイム決勝にすることもあれば、すべての競技をタイム決勝にすることもある。

## タイム決勝を行う理由
- 時間短縮のため。競技会の日程が1日しかない時などに多い。長距離種目でも同様。
- 選手の負担を減らすため。陸上では10000メートル競走やマラソン、競泳では800m・1500m自由形などの長距離種目が負担の大きい種目とされる[1]。
- 参加人数が少ないため。陸上や競泳は8レーンで行うことが多く、そのレーン数よりも少ない参加人数の場合、タイム決勝を行うことが多い。
- あらかじめ大会の途中中止が予想されているため。台風接近などにより翌日以降の大会続行が困難と予想されるとき、すべての競技をタイム決勝にし初日に終わらせることを狙う。また大雨の影響で午後の競技が困難な場合も同様。